# Lompolonjärvi (Karl Gustavs socken, Norrbotten)
Lompolonjärvi är en sjö i Haparanda kommun i Norrbotten och ingår i Torneälvens huvudavrinningsområde. Sjöns area är 0,031 kvadratkilometer och den befinner sig 60 meter över havet.